# 남아공 개혁교회
남아공 개혁교회 (아프리칸스어: Gereformeerde Kerke in Suid-AfrikaGereformeerde Kerke in Suid-Afrika)은 1859년 남아공화국 루스텐버그에서 형성된 기독교 교단이다. 이 교단의 회원들을 도퍼스(Doppers)라고 부르기도 한다.아프리칸스어: Gereformeerde Kerke in Suid-Afrika

## 남아공 개혁교회 역사

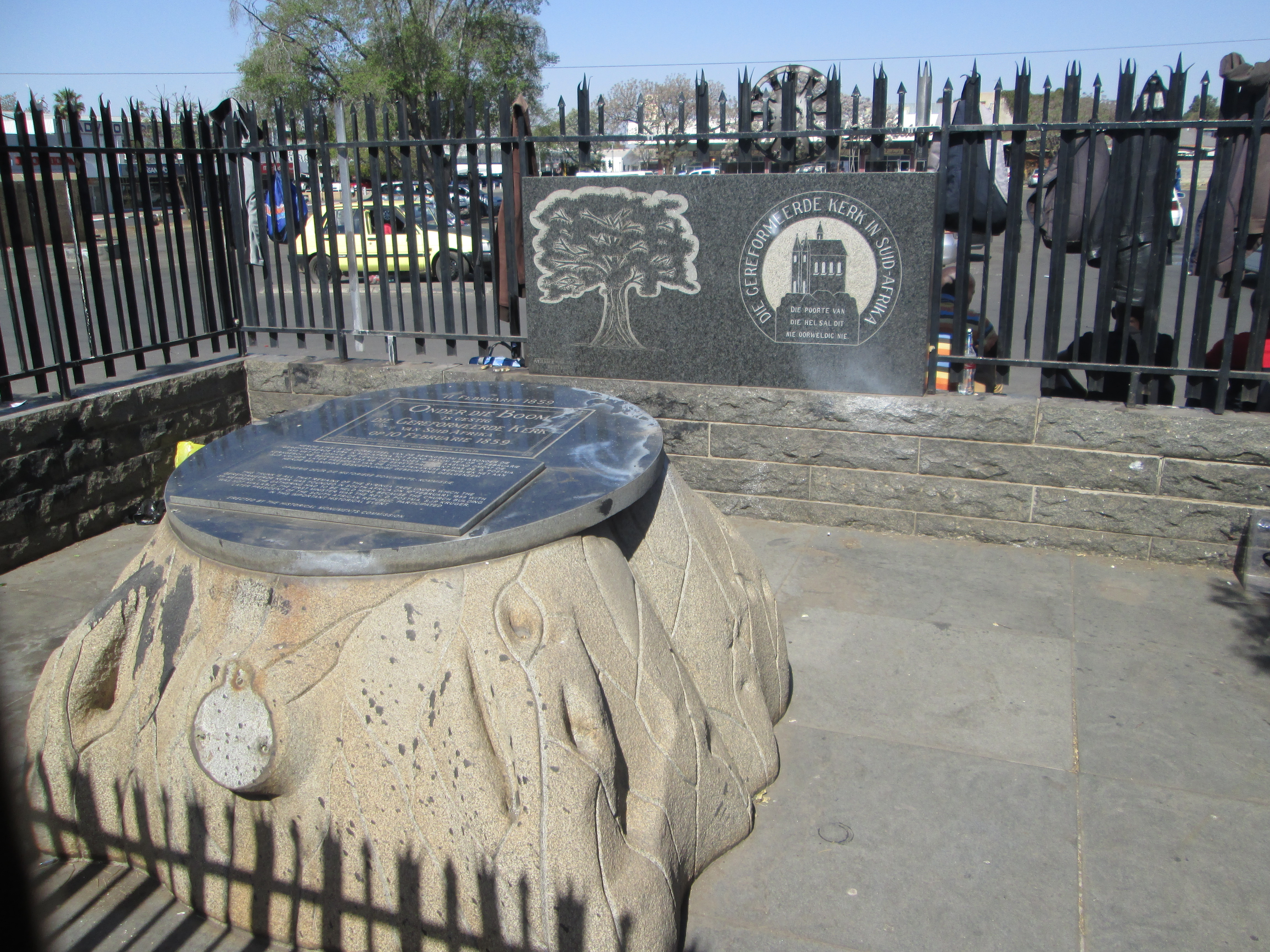
루스텐버그 교회거리에 있는 수수꽃다리속 기념비

19세기 초에  화란 교회에서 소개된 찬송가들이 도르트 신조와 하이델베르크 요리문답서와 모순되는 내용들이 나타났고, 교회 회원들이 그런 교리들을 받아들일수 없었다. 찬송을 부르기를 거절하자 교단으로부터 파문을 당하였다. 따라서15명의 회원들이 화란 개혁교회와 분리되어 1859년 2월 10일 루스텐버그에서 300명의 회원들과 함께 개혁교회로서 등록을 하였다. 버거스도르프(Burgersdorp)에서 신학교를 시작하였는데 이 학교는 후에 포체스트롬 대학교(Potchefstroom University, 현재 노스-웨스트 대학교)가 되었다.

## 개혁교회
오늘날 교회의 공식적인 이름은 남아공 개혁교회이다(Die Gereformeerde Kerke in Suid-Afrika , GKSA). 영어로는  Reformed Churches in South Africa (RCSA)이다. 총회는 3년마다 포체스트롬에서 열린다.

## 신학

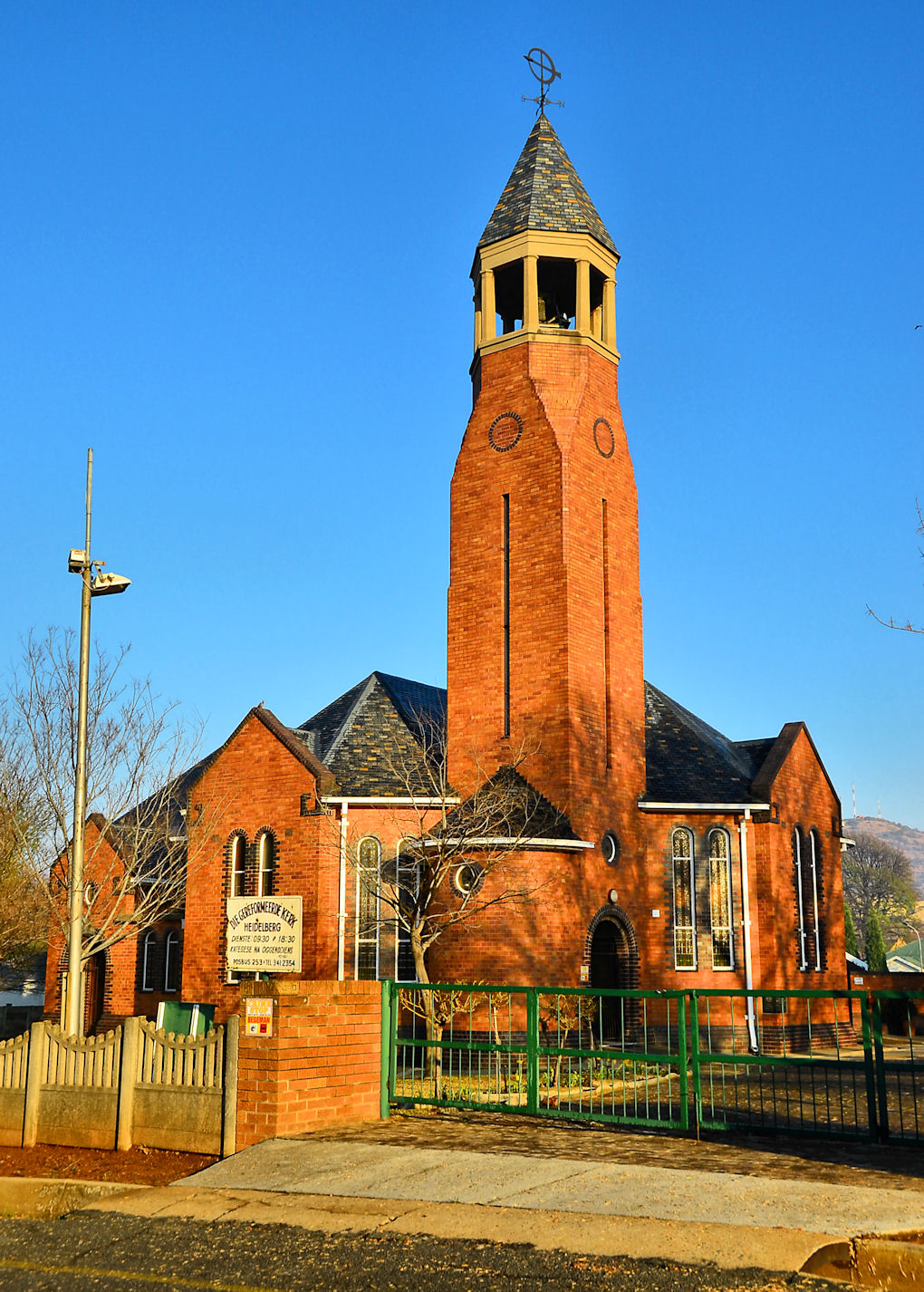
남아공 하이델베르그 주에 있는 하이델베르크 교회

### 신조
- 사도신경
- 아타나시우스 신경
- 니케아 신경

### 신앙고백서
- 도르트 신조
- 네덜란드 신앙고백
- 하이델베르크 요리문답[5][6]

## 교회정치
개혁교회는 교회정치형태에 있어서 장로교-총회 시스템을 가지고 있다. 남아공 개혁교회는 지역별로 각각의 총회를 가지고 있다.
예수 그리스도만이 유일한 머리라는 원리를 포기한 것에 대해 비판이 있다. 성경과 종교 개혁의 정신에서 이탈한 것으로 평가된다.  하이델베르크 요리문답에서 48문에 있는 것처럼 말씀과 성령을 통하여 그리스도는 통치한다라는 것을 버린 것이다.

## 신학교와 선교
개혁교회는 포체스트롬 대학교안에 신학기관을 가지고 있다. 보츠와나와 모잠비크 그리고 부룬디와 같은 곳 그리고 브라질, 앙고라, 베트남등에 선교사를 파송하고 있다. 이슬람지역에도 파송하고 있다.

## 다른 개혁교회와 관계
- Christian Reformed Churches in the Netherlands
- Reformed Churches in the Netherlands (Liberated)
- Netherlands Reformed Churches
- Reformed Churches in Botswana
- United Reformed Church in Congo
- 기독교 개혁교회 (북아메리카)
- 정통장로교회
- Christian Reformed Churches of Australia
- Free Church of Scotland
- Reformed Churches of New Zealand
- Reformed Church in Japan
- 대한예수교장로회(고신)
[11][12]

## 같이 보기
- 네덜란드 개혁교회

## 참고 문헌
- "Professor Dirk Postma (1818 - 1890)", Dr. G.C.P. van der Vyver, Pro Rege Pers, 1958
- "Handleiding vir die studie van Kerkgeskiedenis" (Guide for the Study of Church History), Prof. S. du Toit, Pro Rege Pers, 1970